# Henschel/SSW EL 2
Die elektrische Tagebaulokomotive Henschel/SSW EL 2 wurde bei Henschel und SSW in der Zeit von 1939 bis 1961 in 20 bekannten Exemplaren gefertigt, davon vor dem Zweiten Weltkrieg in zwölf Exemplaren.
Die Lokomotiven waren während der Produktionszeit nicht als Kriegselektrolokomotiven (KEL) eingestuft und konnten somit während des Krieges nicht gebaut werden. Die restlichen acht Lokomotiven wurden erst ab 1950 bis 1961 komplettiert. Von diesen Nachbaulokomotiven sind zwei Fahrzeuge erhalten geblieben; eine bei den Köln-Bonner Eisenbahnfreunden und eine bei der Eisenbahnabteilung der RWE Power AG.

## Geschichte

### Vorgeschichte

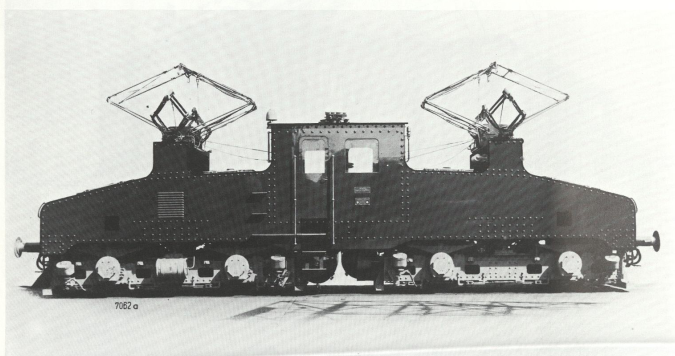
Henschel Tagebaulokomotive aus dem Jahr 1935

Die erste Lokomotive dieses Typs wurde im Jahr 1935 an die A. Riebeck’sche Montanwerke geliefert und nach der Tradition vom Hersteller als Typ Riebeck bezeichnet. Im Katalog hieß die Lokomotive Bo'Bo'-Abraumlokomotive für Normalspur mit 80–100t Dienstgewicht und unterschied sich je nach Bestellung in Achslast und Dienstmasse sowie in der Stundenleistung. 1937 wurden Lokomotiven für die Kohlebahnen im Tagebau Deuben im Zeitz–Meuselwitzer Raum mit 90 t Dienstmasse geliefert. Zwei Jahre später wurden für den Tagebau Espenhain nochmals stärkere Lokomotiven mit 100 t Gesamtmasse geliefert, mit denen das damals machbare Maximum erreicht wurde. Diese Lokomotiven hatten bei Versuchen mit 1650 V Gleichspannung eine Leistung von 1540 kW erreicht. Das war die Grundlage für die Standardisierung der Tagebaulokomotiven zur Baureihe EL 2. Die nach dem Zweiten Weltkrieg gebauten Lokomotiven sind mit den Leistungsparametern identisch mit den Lokomotiven für Espenhain, äußerlich unterscheiden sie sich durch die kantigere Bauweise.

### Nachkriegsgeschichte

#### Tagebau Espenhain
Anfang 1939 wurden die ersten Lokomotiven gefertigt, die Lieferung aller zwölf Lokomotiven zog sich bis Anfang 1940 hin. Sie hatten in Espenhain schwierige Verhältnisse mit der Grubenbahnausfahrt, die eine Steigung mit fast 40 ‰ hatte. Die Lokomotiven überstanden alle den Krieg, obwohl die Anlagen in Espenhain von den Bombardierungen der Alliierten nicht verschont wurden. Da die Werksanlagen nach 1946 eine Sowjetische Aktiengesellschaft wurden, blieben die Lokomotiven von Reparationen verschont und konnten bald wieder dem Fahrdienst übergeben werden. Die Lokomotiven wurden in den 1950er Jahren mit seitlichen Ballastplatten versehen, mit denen die Dienstmasse auf 110 t gesteigert wurde, um eine höhere Fahrleistung zu erzielen. Auf der Steilstrecke waren sie für eine Last von sieben Abraumwagen und sechs Kohlewagen ausgelegt. Eine Vergrößerung der Wagenzahl erforderte häufigere Reparaturen. Mit der Lieferung neuerer LEW EL 2 und der Bildung von 10-Wagen-Zügen mit Doppeltraktion wurden die Lokomotiven wie die 150t-Loks Mitte der 1970er Jahre aus dem Fahrdienst zurückgezogen. Ausmusterungsdaten der Lokomotiven sind nicht bekannt, es ist keine Lokomotive erhalten geblieben.

#### Niederrheinische Braunkohlenwerke
Die Baureihe wurde nicht in das Programm der Kriegselektrolokomotiven (KEL) eingestuft und konnte so während des Zweiten Weltkrieges nicht gefertigt werden. Von fünf gebauten Lokomotiven für die Grube Golpa mit den Fabriknummern 24398–24401 (1939) und die Dortmund-Hörder Hüttenunion mit den Fabriknummern 24830–24831 (1941) sind außer den Fabriknummern keine Daten bekannt, so dass sie in den Aufzeichnungen der EL 2 keine Berücksichtigung finden. Nach dem Krieg und Wiederaufbau der Henschel-Werke wurden mit den Fabriknummern 25223 und 25224, 28393 und 28587 und 28588 fünf Lokomotiven an die Niederrheinischen Braunkohlenwerke geliefert, von denen später die 28393, 28587 und 28588 von den Köln-Bonner Eisenbahnen übernommen und als E1–E3 bezeichnet wurden. Diese Lokomotiven waren bis 1988 in Betrieb und wurden dann ausgemustert. Die Lokomotive 28587, auch als KBE E2 bezeichnet, gehört zur Fahrzeugsammlung der Köln-Bonner-Eisenbahnfreunde.

#### Rheinbraun
1951 und 1961 erhielten die Rheinischen Braunkohlewerke nochmals fünf Lokomotiven mit den Fabriknummern 29951–29953 und 29984–29985. Diese Lokomotiven waren teilweise bis 2003 betriebsfähig. Die Lokomotive Henschel 29952 wurde vor dem Betriebsgebäude der Eisenbahnabteilung der Gesellschaft in Bergheim mit weiteren Lokomotiven der Gesellschaft aufgestellt.

## Technik

### Mechanik
Der mechanische Teil wurde von Henschel und der elektrische Teil von SSW gebaut. Die Lokomotiven wurden in Nietkonstruktion erstellt. Später wurde die Stromabnehmerhalterung filigraner konstruiert, um Gewicht für die leistungsfähigeren Fahrmotoren zu sparen und die Achslast von 25 t nicht zu überschreiten.
Die Lokomotiven für den Tagebau Espenhain wurden für 1500 V, die anderen Lokomotiven nach dem Krieg für 1200 V ausgelegt. Sie erhielten eine Widerstandssteuerung. Gesteuert wurde sie über den in der Führerstandsmitte angeordneten Fahrschalter, der mit dem großen waagerechten Bedienrad bedient wurde. Mit ihm konnten Fahr- und Bremsbefehle für die elektrische Bremse gegeben werden. Im Führerstand befand sich die Bedieneinrichtung für die Druckluftbremse. Über ein Gestänge waren die Bremshebel der beiden Führerstandsseiten miteinander verbunden. Das ermöglichte raschen Seitenwechsel des Lokführers während der Fahrt.